# 김일혁
김일혁(1970년 1월 26일 ~)은 빙그레 이글스에서 뛴 전 야구 선수다.

## 출신 학교
- 인천고등학교
- 인하대학교

## 같이 보기
- 빙그레 이글스 연도별 선수 명단